# Sri-lankische Cricket-Nationalmannschaft in Simbabwe in der Saison 2016/17
Die Tour der sri-lankischen Cricket-Nationalmannschaft nach Simbabwe in der Saison 2016/17 fand vom 29. Oktober bis zum 10. November 2016 statt. Die internationale Cricket-Tour war Bestandteil der Internationalen Cricket-Saison 2016/17 und umfasste zwei Tests. Sri Lanka gewann die Serie 2–0.

## Vorgeschichte
Für beide Mannschaften ist es die erste Tour der Saison. Das letzte Aufeinandertreffen der beiden Mannschaften auf einer Tour fand in der Saison 2008/09 in Simbabwe statt. Ursprünglich war bei der Tour neben der Tests noch drei One-Day Internationals und ein Twenty20 vorgesehen. Die Eintagesspiele wurden jedoch in ein Drei-Nationen-Turnier zusammen mit den West Indies umgewandelt.

## Stadion
Die folgenden Stadion wurde für die Tour als Austragungsort vorgesehen und am 29. September 2016 bekanntgegeben.
| Stadion            | Stadt  | Kapazität | Spiele       |
| ------------------ | ------ | --------- | ------------ |
| Harare Sports Club | Harare | 10.000    | 1. & 2. Test |

## Kaderlisten
Sri Lanka benannte seinen Kader am 21. Oktober 2016.
Simbabwe benannte seinen Kader am 26. Oktober 2016.
| Test | Test |
| Simbabwe | Sri Lanka |
| --- | --- |
| - Graeme Cremer (K) - Regis Chakabva - Brian Chari - Michael Chinouya - Craig Ervine - Hamilton Masakadza - Tino Mawoyo - Peter Moor (wk) - Christopher Mpofu - Carl Mumba - Tarisai Musakanda - Taurai Muzarabani - Sikandar Raza - Donald Tiripano - Malcolm Waller - Sean Williams | - Angelo Mathews (K) - Rangana Herath (VK) - Niroshan Dickwella - Lahiru Gamage - Asela Gunaratne - Dimuth Karunaratne - Lahiru Kumara - Suranga Lakmal - Kasun Madushanka - Kusal Mendis - Dilruwan Perera (wk) - Kusal Perera - Lakshan Sandakan - Kaushal Silva - Dhananjaya de Silva - Upul Tharanga |

## Tests

### Erster Test in Harare
| 29. Oktober – 2. November Scorecard | Harare | Sri Lanka 537 (155) & 247-6d (61.5) | – | Simbabwe 373 (107.5) & 186 (90.3) |
|                                     |        | Sri Lanka gewinnt mit 225 Runs      |   |                                   |

### Zweiter Test in Harare
| 6. – 10. November Scorecard | Harare | Sri Lanka 504 (144.4) & 258-9d (81.4) | – | Simbabwe 272 (82.1) & 233 (58) |
|                             |        | Sri Lanka gewinnt mit 257 Runs        |   |                                |